# 田村町川曲
田村町川曲（たむらまち かわまがり）は、福島県郡山市の大字である。郵便番号は963-1241。

## 地理
郡山市南東部の田村地区に属する。北で中田町下枝、北東で中田町中津川、南東で田村町糠塚、南で田村町栃山神、西で田村町上道渡とそれぞれ隣接する。概ね町村制施行以前の田村郡川曲村の流れを汲む地域である。一級水系阿武隈川水系谷田川支流黒石川中上流域を主な範囲とする。域内のほとんどを山林が占め、川沿いの谷あいの平地に田畑が広がり、山裾や道路沿いに集落が位置する。田村町田母神に所在する郡山警察署二瀬駐在所及び田村町岩作に所在する郡山消防署田村分署がそれぞれ管轄にあたる。

### 主な字
字
- 黒田
- 大槻
- 淵石
- 川谷
- 赤梨
- 上広土

- 寺沢
- 上ノ前
- 城内
- 下向
- 堀ノ内
- 下広土

- 御堂社
- 牛骨
- 鍛治屋敷
- 八ツ坊
- 馬場
- 一斗内

- 伝城
- 壁谷沢
- 浮内
- 永荒
- 西ノ内
- 械敷下

### 河川・湖沼
一級水系阿武隈川水系
- 黒石川

## 歴史
- 1879年1月27日 - 幕府領川曲村が福島県内における郡区町村制の施行により田村郡の村となる。
- 1889年4月1日 - 町村制の施行により川曲村が田母神村、栃山神村、栃本村、糠塚村、上道渡村、下道渡村、谷田川村と合併し田村郡二瀬村が発足する。旧川曲村域は二瀬村の大字となる。
- 1955年3月1日 - 二瀬村が田村町と合併し、田村町の大字となる。
- 1965年5月1日 - 田村町が郡山市、安積郡富久山町、日和田町、熱海町、安積町、喜久田村、逢瀬村、片平村、三穂田村、湖南村と合併し新たな郡山市が設立され、郡山市の大字となる。

## 世帯数と人口
2024年1月1日現在の世帯数と人口は以下の通りである。
| 大字       | 世帯数  | 人口  |
| ---------- | ------- | ----- |
| 田村町川曲 | 105世帯 | 252人 |

## 小・中学校の学区
市立小・中学校に通う場合、学区は以下の通りとなる。
| 番地 | 小学校               | 中学校             |
| ---- | -------------------- | ------------------ |
| 全域 | 郡山市立谷田川小学校 | 郡山市立守山中学校 |

## 交通

### 道路
- 福島県道40号飯野三春石川線
- 一級市道66号栃山神下枝線
- 二級市道178号栃本栃山神線

## 施設
- 牛骨館跡
- 頊宣寺
- 成就院
- 熊野神社